# Anglès, Tarn
Anglès là một xã trong tỉnh Tarn thuộc vùng Occitanie ở miền nam nước Pháp. Xã này nằm ở khu vực có độ cao trung bình mét trên mực nước biển.
Sông Thoré tạo thành một phần ranh giới phía nam.